# Chicago X
Chicago X è l'ottavo album discografico in studio del gruppo musicale statunitense Chicago, pubblicato nel 1976.

## Tracce
1. Once or Twice – 3:01
2. You Are on My Mind – 3:24
3. Skin Tight – 3:20
4. If You Leave Me Now – 3:58
5. Together Again – 3:53
6. Another Rainy Day in New York City – 3:03
7. Mama Mama – 3:31
8. Scrapbook – 3:28
9. Gently I'll Wake You – 3:36
10. You Get It Up – 3:34
11. Hope for Love – 3:04

## Formazione
- Peter Cetera - basso, voce
- Terry Kath - chitarre, voce
- Robert Lamm - tastiere, voce
- Lee Loughnane - tromba, voce
- James Pankow - trombone, voce
- Walter Parazaider - legni, voce
- Danny Seraphine - batteria, voce
- Laudir de Oliveira - percussioni, voce